# Aleksander Michalski (muzyk)
Aleksander Michalski (ur. 16 czerwca 1946 w Poznaniu, zm. 5 maja 2018 w Warszawie) – polski saksofonista, klarnecista, flecista, kompozytor i aranżer.

## Życiorys
Urodził się i wychował w Poznaniu. W 1967 roku ukończył Średnią Szkołę Muzyczną z klarnetem jako instrumentem głównym. Po uzyskaniu dyplomu z wyróżnieniem rozpoczął pracę zawodową – był instruktorem w Domu Kultury "Kolejarz" w Poznaniu, działaczem Polskiego Stowarzyszenia Jazzowego, współpracował z Polskim Radiem i z Polskimi Nagraniami, występował także jako muzyk zespołów teatralnych. 
W lutym 1966 roku został liderem i członkiem zespołu Bardowie, w którego pierwszym składzie pojawił się wybitny wokalista i pianista Wojciech Skowroński. Formacja wykonywała początkowo jazz tradycyjny, a następnie rhythm and blues i muzykę rockową. Michalski był także współtwórcą Grupy ABC i Testu, co zaowocowało wieloma kompozycjami, pomysłami aranżacyjnymi oraz wykonaniami piosenek i utworów instrumentalnych. 
Jego kompozycje śpiewali m.in.: Halina Frąckowiak, Katarzyna Sobczyk, Wojciech Gąssowski. Wykonywał partie solowe z zespołami: Bogusława Klimczuka, Edwarda Czernego, Andrzeja Korzyńskiego, Piotra Figla, Wojciecha Kacperskiego, Ryszarda Poznakowskiego i innych. Od 1974 roku prowadził własny zespół muzyczny, z którym występował w Stanach Zjednoczonych, Argentynie, Chile, Kanadzie, Meksyku, Australii, Nowej Zelandii, Japonii, Finlandii i Szwecji. 
Od 1983 roku był członkiem Sekcji B – Autorów Utworów Muzyki Rozrywkowej i Tanecznej Stowarzyszenia Autorów ZAiKS. 
Zmarł 5 maja 2018 roku w Warszawie. Został pochowany na warszawskim cmentarzu przy ul. Kazimierza Wóycickiego.